# János Bolyai
János Bolyai (15 de desembre de 1802, Kolozsvár (actual Cluj-Napoca, Romania) - 17 o 27 de gener de 1860, Marosvásárhely (actual Târgu Mureș, Romania)) fou un matemàtic hongarès.

## Vida i obra
El seu pare, Farkas Bolyai, també era matemàtic, amic de Carl Friedrich Gauss amb qui havien estudiat junts, i professor d'institut a Marosvásárhely. Ell es va encarregar personalment de l'educació del seu fill primogènit, tant en l'aspecte físic com en l'intel·lectual. Després de ser escolaritzat en aquesta vila, Jànos Bolyai va estudiar al Col·legi Reial d'Enginyeria de Viena des de 1818 fins a 1822.
El 1823 va ser nomenat subtinent d'enginyers i destinat a la fortalesa de Temesvár. Posteriorment va estar destinat a Arad, a Lemberg i a Olmutz. Es va retirar el 1833 amb el grau de capità. En retirar-se, va anar a viure amb el seu pare a Marosvásárhely, però només s'hi va estar un any perquè el 1834 es va instal·lar en la cas dels seus avis materns a Domáld on cohabitava amb Rosalia Kibéli Orbán amb la desaprovació del seu pare. Van tenir dos fills: Dénes i Amalia. En aquesta època es van començar a manifestar alguns símptomes del que avui se suposa que era una esquizofrènia paranoide.

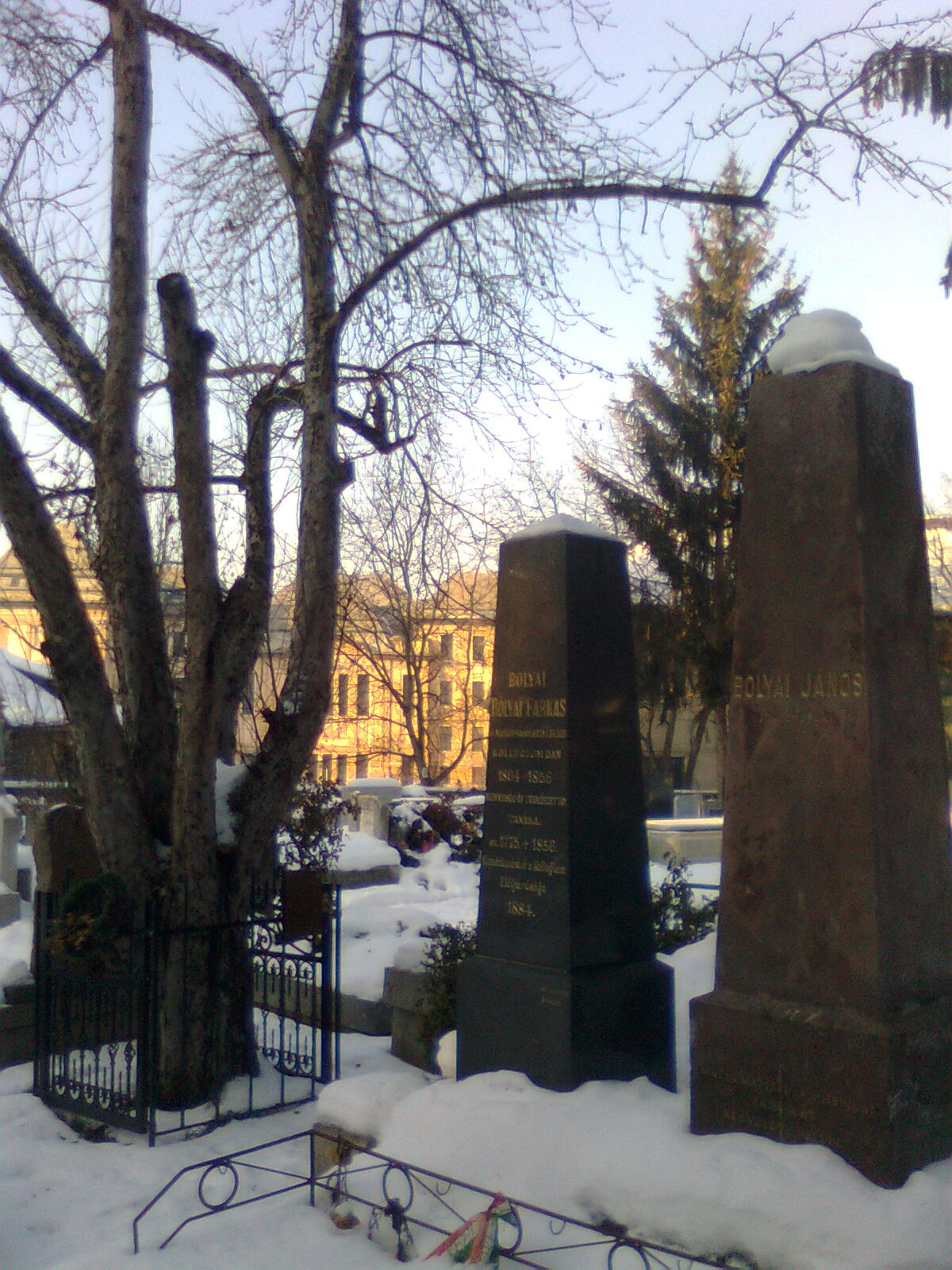
Tomba dels Bolyai, pare i fill, al cementiri calvinista de Târgu-Mures.

El 1846 va retornar al domicili patern i el 1849 es va casar amb Rosalia, cosa que va millorar notablement les relacions amb el seu pare. No obstant el 1852 es van separar i, com que la seva salut es va deteriorar, va contractat una assistenta, Julia Szots, qui va avisar de la seva mort el 1860.
János Boliay és recordat perquè el 1832 va publicar un text de geometria no euclidiana, sense conèixer Nikolai Lobatxevski, que tres anys abans havia publicat un estudi semblant, per la qual cosa els seus èxits matemàtics no van ser merescudament reconeguts. El text, de vint-i-sis pàgines, va ser publicat com un apèndix del tractat matemàtic que va publicar el seu pare amb el títol de Tentamen juventutem studiosam in elementa matheseos purae, ..., per aquest motiu l'obra és coneguda simplement com l'Appendix.
El seu pare li va enviar el text a Carl Gauss perquè aquest el valorés, però aquest va respondre que totes aquestes reflexions ja les havia fet ell anys abans, però que no les havia publicat. Al seu pare li va semblar un elogi, però Janos ho va veure de forma diferent, pensant que Gauss volia plagiar-li les idees.

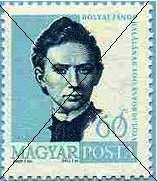
Suposat retrat de Janos Bolyai en un segell de correu hongarès.

Tot i que, en morir, va deixar més de 14.000 pàgines manuscrites, 3.000 de les quals son de matemàtiques, no va publicar res més. Aquests manuscrits no van ser començats a estudiar amb detall fins que Samu Benkő, un historiador hongarès, s'hi va posar el 1956.
En el seu homenatge, s'ha col·locat el seu nom a un cràter d'impacte lunar. No es conserve cap retrat de Bolyai. Sembla haver-ne existit un vestit d'uniforme, però ell mateix el va malmetre tallant-lo amb la seva espasa. Durant la dècada del 1960 els moviments nacionalistes soviètics van publicar un retrat d'un model com a seu en diferents impressions, fins i tot en segells de correus, però sembla que aquesta imatge és falsa.